# Jeker

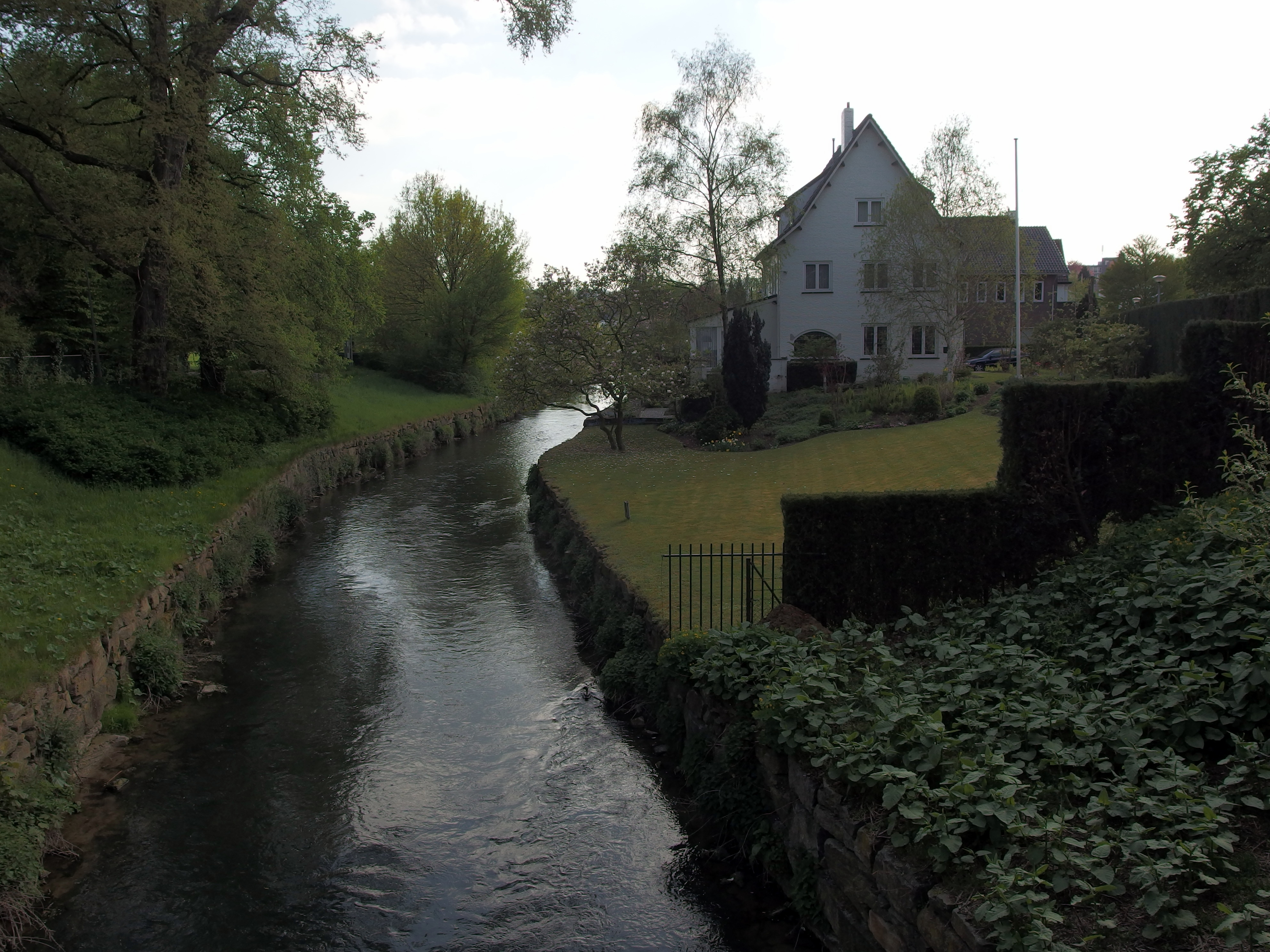
Râul Jeker în Maastricht

Jeker (în franceză Geer) este un râu  de o lungime de 54 km din Belgia și Olanda. El provine în orașul Lens-Saint-Servais în municipiul Geer și se varsă la Maastricht în Maas. Deși două dintre cele trei locuri de cele mai renumite de pe râu, Tongeren și Maastricht fac parte din regiunea de limbă olandeză, se află cea mai mare parte a râului pe partea franceză. Cel mai mare afluent al râului este Yerne, care provine din municipiul Verlaine și se revarsă în Oreye (în olandeză Oerle). La malul râului există o micä zonă viticolă de vin alb.